# Arghul
L'arghul (en àrabأرغول o يرغول), també escrit com a argul, arghoul, arghool, argol, o yarghul (Palestina), és un instrument musical tradicional d'Egipte. Ha estat emprat des de l'antic Egipte i continua essent, allí, un instrument tradicional.

## Característiques

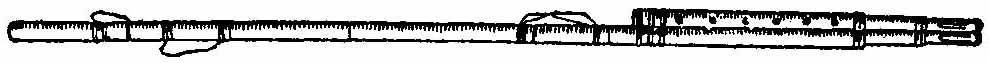
Arghul modern, de 36,8 cm de llargada.

L'arghul és un instrument aeròfon de llengüeta simple que consisteix en dos tubs: un de melòdic que té entre cinc i set forats, i un de més llarg que fa de bordó (en àrab ardiyya, que significa terra). La llengüeta simple és de tipus idioglòtica, tallada sobre una peça cilíndrica de canya que s'encaixa dins del tub. Per tant, pertany al grup dels clarinets dobles; segons la classificació de Hornbostel-Sachs pertany al grup 422.22 dels grups de clarinets. El seu timbre és semblant al del clarinet.
A diferència del mijwiz que se li assembla, l'arghul només té forats per als dits en un dels dos tubs, i el bordó està constituït per un tub desmuntable de manera que pot tenir llargades diverses i, d'aquesta manera, pot donar notes pedal diverses.
A les dues il·lustracions es pot veure el bordó totalment muntat. Un arghul pertanyent a la col·lecció del Conservatori reial de Brussel·les descrit per Victor Mahillon en el seu catàleg (No. 113), dona la següent afinació:
| TUB MELÒDIC                | BORDÓ |                                         |                      |
| Tub melòdic                | Bordó |                                         |                      |
| Nombre de forats destapats | \| Sense cap afegit \| Amb l'afegit més curt \| Amb dos afegits: el més curt i el mitjà \| A l'afegit més llarg \| |                                         |                      |
| Sense cap afegit           | Amb l'afegit més curt                                                                                              | Amb dos afegits: el més curt i el mitjà | A l'afegit més llarg |

Els arghuls es toquen a Egipte i a altres països àrabs com a acompanyament de la dansa del ventre i altres tipologies d'interpretacions musicals àrabs. Una part molt important de la tècnica d'interpretació és la respiració circular.
Hi ha tres varietats d'arghuls: el petit (arghoul alasghar), el mitjà (arghoul alsoghayr), i el gran (arghoul alkebir).
El Çifte de Turquia i el Dozaleh de l'Iran són instruments de la mateixa família.